# دونالد كوك (ممثل)
دونالد كوك (بالإنجليزية: Donald Cook) مواليد 26 سبتمبر 1901 في بورتلاند، الولايات المتحدة - الوفاة 1 أكتوبر 1961 في نيو هيفن، الولايات المتحدة، هو ممثل أمريكي بدأ مسيرته الفنية سنة 1926. من أعماله يعيش فيلا. امتدت مسيرته الفنية لأكثر من 33 عاما. درس في جامعة أوريغون.

## روابط خارجية
- دونالد كوك على موقع IMDb (الإنجليزية)
- دونالد كوك على موقع ألو سيني (الفرنسية)
- دونالد كوك على موقع أول موفي (الإنجليزية)
- دونالد كوك على موقع قاعدة بيانات برودواي على الإنترنت (الإنجليزية)
- دونالد كوك على موقع قاعدة بيانات برودواي على الإنترنت (الإنجليزية)
- دونالد كوك على موقع قاعدة بيانات الأفلام السويدية (السويدية)
- دونالد كوك على موقع إن إن دي بي (الإنجليزية)
- دونالد كوك على موقع قاعدة بيانات الفيلم (الإنجليزية)
- دونالد كوك على موقع كينوبويسك (الروسية)